# Efecte fotorefractiu
L'efecte fotorefractiu es manifesta com una variació de l'índex de refracció d'un medi material fotoconductor i electroòptic induïda per una distribució no uniforme d'intensitat lluminosa. Fou observat per primer cop en el LiNbO3; des d'aleshores són molts els materials en què s'ha manifestat, malgrat que a principis de la dècada dels 90 es va observar aquest efecte en materials polimèrics orgànics. Són nombrosos els avantatges que tenen els polímers respecte dels cristalls inorgànics, raó per la qual el nombre de publicacions dels primers ha augmentat des del seu descobriment.
El primer procés físic necessari perquè es produeixi efecte fotorefractiu en polímers és la generació de càrregues mòbils en resposta a la il·lumninació del sistema. En els polímers, la generació de càrrega elèctrica la proporciona, generalment, una molècula coneguda com a fotosensibilitzador, que absorbeix la llum i es redueix injectant un forat en el material. El segon element és el transport de les càrregues generades i el tercer element necessari és la presència de trampes que capturen les càrregues mòbils. Tots aquests elements generen una distribució del camp de càrrega que es transforma en una variació de l'índex de refracció.